# Astragalus coquimbensis
Astragalus coquimbensis är en ärtväxtart som först beskrevs av William Jackson Hooker och George Arnott Walker Arnott, och fick sitt nu gällande namn av Karl Friedrich Carlos Federico Reiche. Astragalus coquimbensis ingår i släktet vedlar, och familjen ärtväxter. Inga underarter finns listade i Catalogue of Life.